# Лісові пожежі в Болівії (2024)
Лісові пожежі в Болівії (2024) — серія пожеж, що спалахнули між 8 та 10 липня 2024 року, з численними спалахами, що почалися в регіонах Льянос-де-Чікітос та Болівійської Амазонії, з найбільшою концентрацією між департаментами Бені та Санта-Крус.

## Пожежі
У Болівії поширена практика «чакео», тобто вирубки лісів на полі, зазвичай для вирощування сільськогосподарських культур або худоби. Ця практика полягає у видаленні рослинності з певної ділянки та її спалюванні. Теоретично, «чакео» вважається злочином, пов'язаним з підпалом.
Однак на практиці ці підсічно-вогневі операції дозволені урядом завдяки так званим «законодавчим законам», пакету заходів та законодавства, схвалених урядом Ево Моралеса (2006–2019). Зі свого боку, нинішній уряд Луїса Арсе Катакори не бажає надавати пріоритет скасуванню цих законів під приводом того, що вони «не впливають на виробників». 
9 липня заступник міністра цивільної оборони повідомив, що Комплексна система моніторингу лісів (SIMB) зафіксувала 1251 осередок пожежі та одну лісову пожежу по всій території Болівії, з яких 891 було зареєстровано в департаменті Бені, більшість осередків пожежі були спричинені початком «періоду підсічно-вогневих робіт». Пожежа, про яку повідомляє SIMB, почалася в муніципалітеті Сан-Хосе-де-Чікітос.